# Machado de Assis
Machado de Assis, właśc. Joaquim Maria Machado de Assis (ur. 21 czerwca 1839 w Rio de Janeiro, zm. 29 września 1908 tamże) – brazylijski poeta i pisarz. 

## Życiorys
Urodził się w 1839 w Rio de Janeiro z matki Portugalki i ojca Mulata. Jego rodzina była bardzo biedna, a edukacja młodego Machado nigdy nie wyszła poza poziom elementarny. Matka zmarła we wczesnym dzieciństwie syna, następnie Machado wychowywany był przez macochę Mulatkę. Pracował jako pomocnik drukarza, a następnie jako sprzedawca w księgarni Paulo Brito. Właśnie w tym okresie zaczął pisać opowiadania i wiersze. Swoje pierwsze dzieła publikował w czasopismach. Gdy miał dwadzieścia lat już zaczął zdobywać popularność.
Jego kariera wyniosła go z niskiej klasy społecznej do elity intelektualistów. Jego praca odzwierciedla kilka modnych w europejskiej literaturze tendencji XIX wieku, zawiera realizm, romantyzm, naturalizm, impresjonizm i symbolizm. Jest bardzo szanowany jako brazylijski powieściopisarz. 

## Twórczość
Machado de Assis pisał powieści, opowiadania, wiersze, sztuki i eseje. Jego książki na język polski tłumaczyła Janina Z. Klawe.